# Dianthus bucoviensis
Dianthus bucoviensis là loài thực vật có hoa thuộc họ Cẩm chướng. Loài này được Klokov mô tả khoa học đầu tiên.